# Artel de Artistas

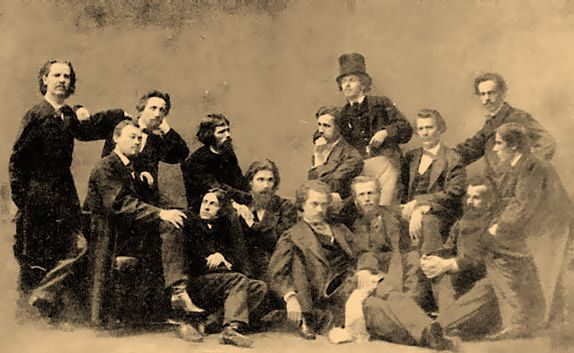
Artel de Pintores de San Petersburgo (de izda. a dcha.): Johann Gottlieb Wenig, Firs Zhuravliov, Aleksandr Morózov, Iván Kramskói, Kiril Lemoj, Aleksandr Litóvchenko, Konstantín Makovski, Nikolái Dmítriyev-Orenburgski, Nikolái Petrov, Wilhelm Ferdinand Kreitan, Mijaíl Peskov, Nikolái Shústov, Alekséi Korzujin y Aleksandr Grigóriev, 1863-64.

El Artel de Pintores o Artel de Artistas o Artel de Pintores de San Petersburgo (en ruso: Артель художников, Санкт-Петербургская артель художников) es la primera organización artística independiente de la historia de las Bellas Artes en Rusia, creada por pintores, para asistirse mutuamente y repartir sus beneficios. Fue constituida en 1863 en San Petersburgo a iniciativa de Iván Kramskói. Dejó de existir en 1871, sustituida por una asociación mucho más grande y mejor estructurada: la Sociedad de las Exposiciones Artísticas Ambulantes, que expondrá hasta 1923.
Sus direcciones han sido línea 17 de la Isla Vasílievski y Admiralteiski prospekt, 10, en San Petersburgo.

## Historia

### Formación y desarrollo

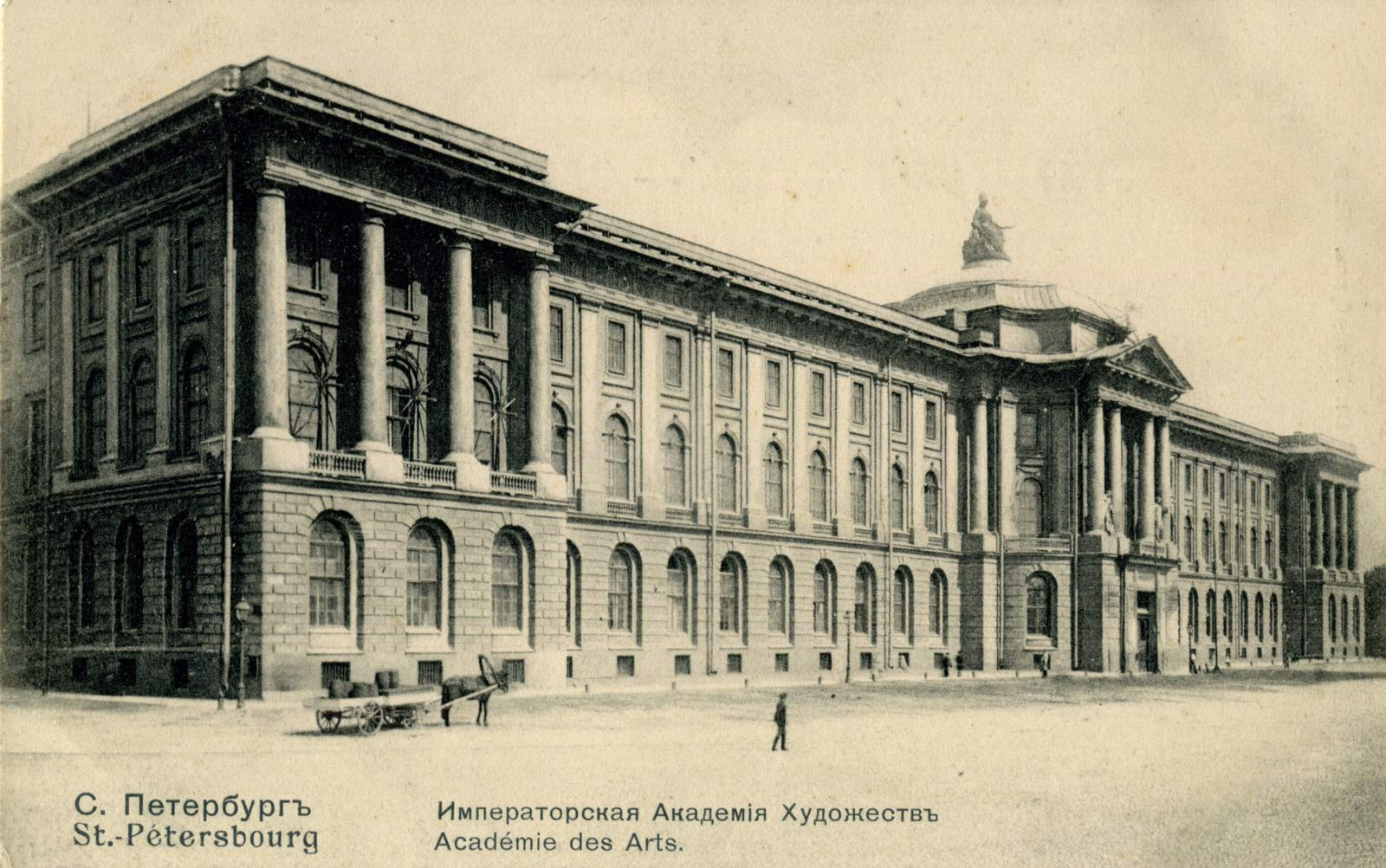
Academia Rusa de Bellas Artes.

El 9 de noviembre de 1863 los catorce candidatos para la medalla de oro de la Academia Rusa de Bellas Artes, en ocasión del centésimo aniversario de la Academia de San Petersburgo, rechazaron participar en el concurso. Protestaban así contra las posiciones conservadoras y la rigidez del reglamento. Tras salir de esta manera de la Academia, denominada por la historia del arte rusa bajo el nombre de Revuelta de los Catorce, sus participantes se hallan en una situación material difícil.
Al abandonar la Academia, se veían obligados a abandonar también sus talleres. Sin medios de subsistencia, sin taller para producir, se encontraron en una situación lamentable. Los participantes en la revuelta organizaron entonces una comuna de trabajo, una cooperativa, colectivo de artistas que sería descrito por Nikolái Chernyshevski en su novela ¿Qué hacer? (1862-1863). El inspirador de la idea fue Kramskói, que estaba casado con Sofía Prójorova, ella misma empresaria. Kramskói fue elegido "contramaestre" del artel y permaneció como su líder incontestado hasta su fin.

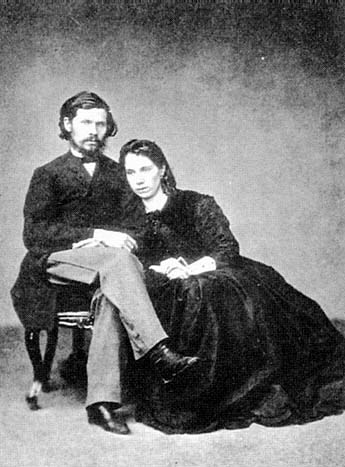
Iván Kramskói y su esposa, 1863-64.

Los participantes en el artel alquilaron como local un apartamento en un habitat colectivo de Gudkov en la línea 17 de la Isla Vasílievski de San Petersburgo, donde no solamente disponían de una habitación y una cama, sino también tres talleres que podían acoger a varios artistas trabajando conjuntamente. Con Kramskói, cinco artistas se instalaron en el apartamento común: Johann Gottlieb Wenig, Aleksandr Grigóriev, Firs Zhuravliov, Alekséi Korzujin y Nikolái Shústov. Los otros miembros del artel de pintores vivían en sus apartamentos personales.
Los pintores del artel colocan sus anuncios para el encargo de obras en la revista Boletín de San Petersburgo, para trabajos privados de pintura, escultura y diseño. Realizan varios encargos: iconostasios pintados para la iglesia de Petrozavodsk y a Escuela de Minas de San Petersburgo. Organizan concursos de maestría, publican un álbum-catálogo titulado Autógrafo del Arte. Cada jueves son organizadas sesiones de diseño, de lectura sobre asuntos relativos al arte contemporáneo.
El 9 de junio de 1865 se aprueban los estatutos oficiales del artel en virtud de los cuales los miembros se comprometer a depositar en una caja común el 10 % de cada venta de su propio trabajo y el 25 % de aquellas fruto de trabajos en común.
El primero en abandonarlo fue Aleksandr Litóvchenko, que se niega a pagar el precio de la publicidad del Boletín y había recibido el primer encargo para la pintura de la Catedral de Cristo Salvador de Moscú. Le seguirá Konstantín Makovski, que había obtenido un gran éxito en la opinión pública, lo que le estaba reportando enormes beneficios, con lo que se instala en un taller de la Plaza del Palacio de San Petersburgo. La parte de los miembros que siguen fieles al artel evitan a menudo pagar a la caja común el dinero obtenido por sus obras. Kramskói, decepcionado por esta falta de pago, visitó a Alekséi Márkov, profesor de historia de la Academia Imperial, quien le confía la pintura de la cúpula de la Catedral de Cristo Salvador de Moscú por 10.000 rublos. Wenig y Nikolái Kóshelev ayudarán a Kramskói en la realización de esta obra.

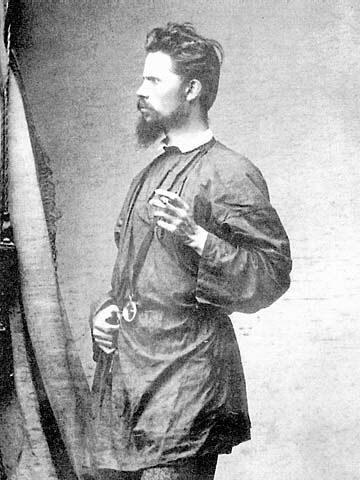
Iván Kramskói, 1865.

Kramskói recibió arras por los trabajos prometidos, y con ello, el artel se trasladó a principios de 1866 a un barrio más rico, en un apartamento del conde Alekséi Stenbok-Fermor, en la plaza del Almirantazgo, en la esquina de Uspenski prospekt y Admiralteiski prospekt.
Los ingresos del artel aumentaron poco a poco. El grupo adquirió un aparato fotográfico por 150 rublos, lo que permitió a los artistas tomar fotos del zar y su familia, y atender la demanda de retratos de la aristocracia y los comerciantes ricos. El aumento de sus ingresos permite a Kramskói viajar al extranjero. Hacia 1868, el capital del artel ascendía a 10.000 rublos.

### Fin del artel

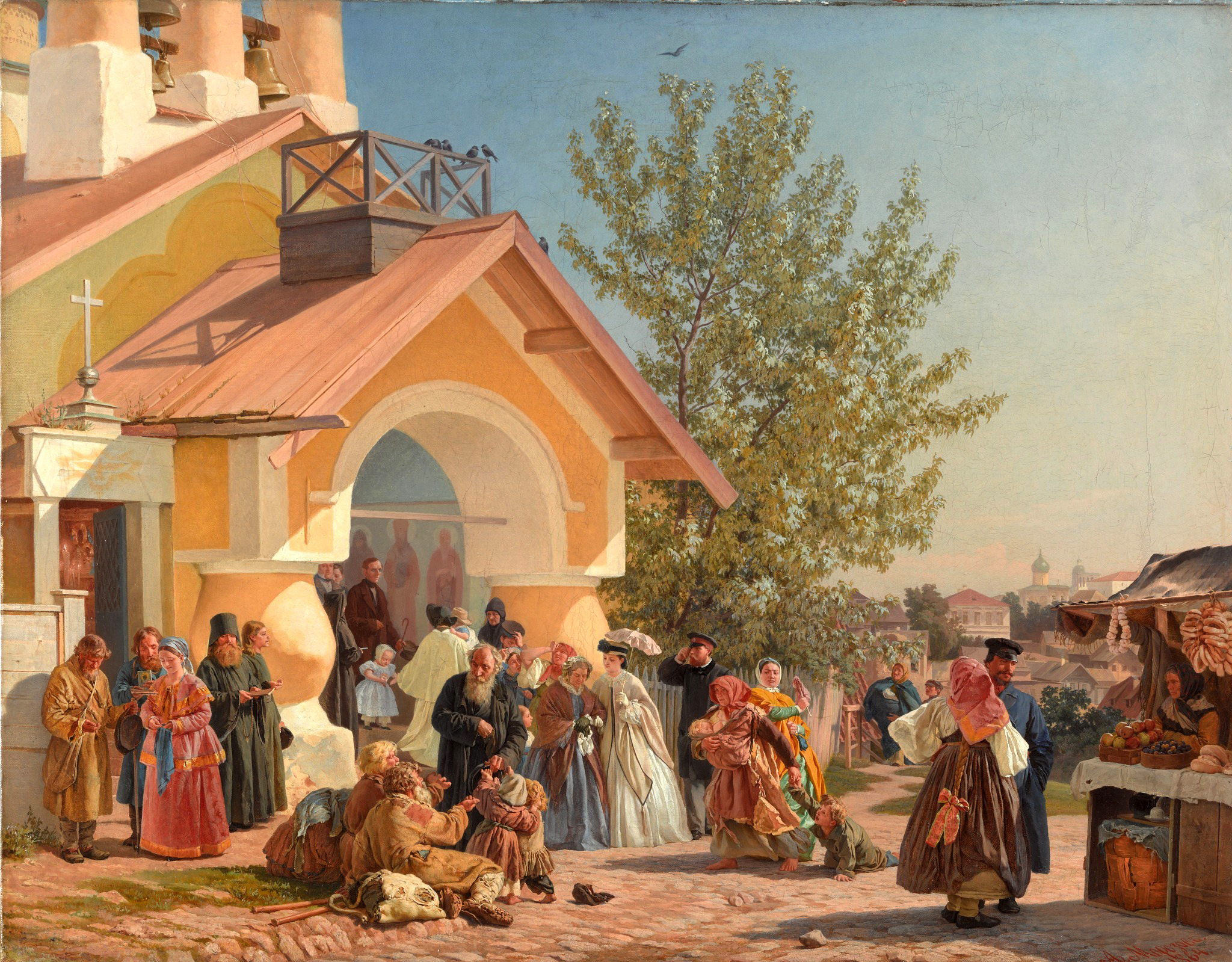
Aleksandr Morózov, Salida de la iglesia de Pskov, 1864.

A pesar de los problemas financieros del artel, Kramskói permaneció fiel a la amistad personal que unía a los catorce rebeldes de la Academia de Artes. La Academia, por su lado, reconocía los talentos de los artistas del grupo, y desde 1864 atribuye el título de académico a Aleksandr Morózov por su cuadro Salida de la iglesia de Pskov. En1865 el retratista Nikolái Shústov recibe la misma distinción por su retrato del gobernador general de Siberia Oriental Mijaíl Kórsakov. A Nikolái Petrov se le concedió en 1867 por El campesino en el infortunio y Alianza en la iglesia. En 1868, a Nikolái Dmítriyev-Orenburgski por El ahogamiento y a Alekséi Korzujin por el El retorno del padre de la feria agrícola.

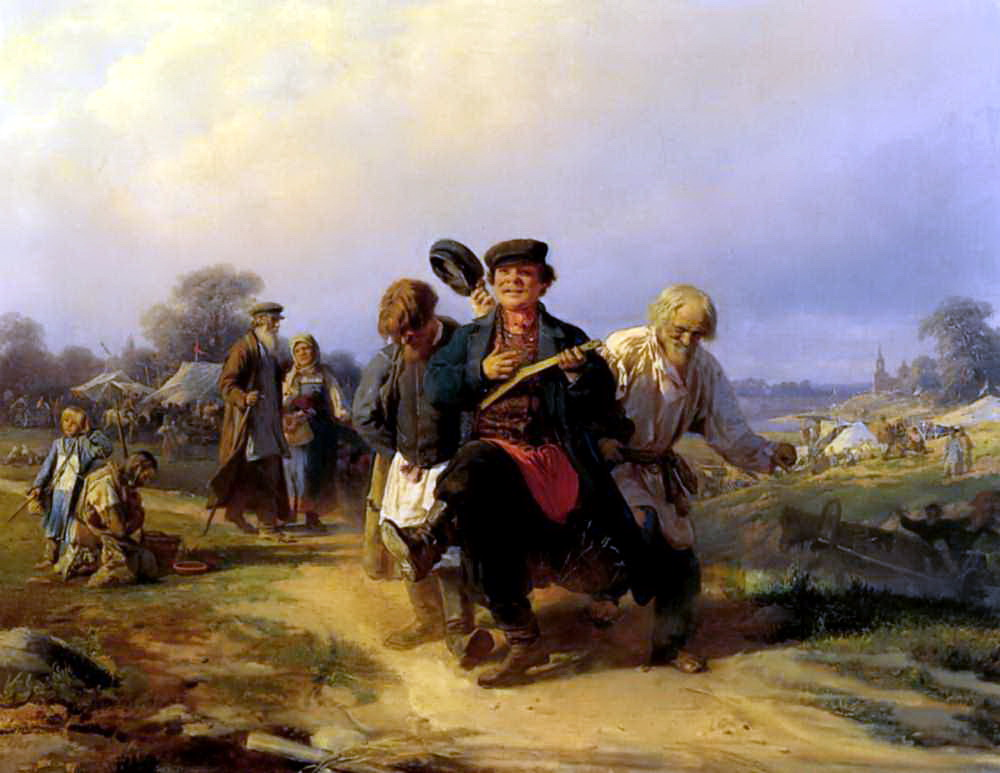
Alekséi Korzujin, El retorno del padre de la feria agrícola (1868).

En otoño de 1870, uno de los miembros del artel, Dmítriyev-Orenburgski, introdujo discretamente una demanda a la Academia Imperial para obtener la pensión de la Academia para un viaje de tres años al extranjero que era atribuido a los artistas más meritorios por el Consejo de la Academia. Ofendido porque un miembro de la Revuelta de los Catorce tratara en secreto con la Academia, Kramskói hizo una declaración ante el artel el 19 de octubre de 1870 pidiendo la condena pública del comportamiento de Dmítriyev-Orenburgski.
El 7 de noviembre de 1870, se mantuvo una asamblea general de los miembros del artel que rechazó considerar que Dmítriyev-Orenburgski hubiese violado formalmente cualquier disposición de los estatutos de la asociación. Descontento con este rechazo, Kramskói presenta un segundo proyecto de resolución que excluía a Dmítriyev-Orenburgski del artel. La asamblea general rechazó examinar esta nueva demanda de su presidente. Kramskói, decepcionado por esta actitud que considera poco escrupulosa por parte de los asociados, dimite del artel el 24 de noviembre.
Sin su presidente fundador, el artel poco a poco pierde sus miembros y en 1871 se separan los restantes. Una parte de ellos rechaza la proposición de Grigori Miasoyédov de unirse a la nueva Sociedad de Exposiciones artísticas ambulantes en formación. La primera exposición de ésta tuvo lugar ese año.